# 佐藤健&千鳥ノブよ!この謎を解いてみろ!
『佐藤健&千鳥ノブよ!この謎を解いてみろ!』（さとうたける&ちどりノブよ!このなぞをといてみろ!）は、TBS系列で2021年から放送されているクイズバラエティ番組。 佐藤健とノブ（千鳥）の冠番組である。

## 概要
プライベートでも多くの謎解きゲーム・脱出ゲームに参戦し芸能界屈指の謎解き力を持つ佐藤と、その佐藤とプライベートでも謎解き旅行をするなど親交が深いノブが、史上最強の謎解きクリエイター集団（クイズ作家・矢野了平、パズル作家・堺谷光、謎解きブランド「タンブルウィード」・鯨谷翔、謎解き作家・常春、同じく謎解き作家・無策師、QuizKnockプロデューサー・ふくらP）によって作り上げられた「最高難易度の脱出ゲーム」にゲストと共に挑戦する。

## レギュラー解答者
- 佐藤健
- ノブ（千鳥）

## 放送リスト
| 回 | 放送日                      | サブタイトル                | ゲスト | ゲスト                                                                              | 出典        |
| 回 | 放送日                      | サブタイトル                | 解答者 | 解答者以外                                                                          | 出典        |
| -- | --------------------------- | --------------------------- | --- | ----------------------------------------------------------------------------------- | ----------- |
| 1  | 2021年1月11日 21:00 - 22:57 | 天才謎解き集団からの挑戦状  | 本田翼 中岡創一（ロッチ） 志尊淳                                                                                          |                                                                                     | [ 1 ]       |
| 2  | 2021年8月9日 20:00 - 22:00  | 閃きの諜報員                | 西野七瀬 せいや（霜降り明星） 山田裕貴                                                                                    |                                                                                     | [ 2 ] [ 3 ] |
| 3  | 2022年1月17日 19:00 - 22:00 | ハテナ島からの脱出          | 西野七瀬 せいや（霜降り明星） 井之脇海 狩野英孝                                                                           | 松尾駿（チョコレートプラネット） インポッシブル                                     | [ 4 ] [ 5 ] |
| 4  | 2022年8月8日 21:00 - 22:57  | 謎解き学園 真夏の実力テスト | 有岡大貴（Hey! Say! JUMP） 西野七瀬 せいや（霜降り明星） 渋谷凪咲（NMB48） 長谷川雅紀（錦鯉） 篠原梨菜（TBSアナウンサー） | 近藤春菜（ハリセンボン） 松尾駿（チョコレートプラネット） やす（ずん） コージー冨田 | [ 6 ] [ 7 ] |
| 5  | 2023年5月17日 21:00 - 22:57 | 極悪カジノをぶっつぶせ      | 渋谷凪咲（NMB48） 中島健人 長谷川忍（シソンヌ） 渡部篤郎                                                                  | とにかく明るい安村 山添寛（相席スタート） 鬼越トマホーク                            | [ 8 ]       |
| 6  | 2024年11月6日 20:00 - 21:58 | 秋の仲良しぶらり旅じゃ      | 生見愛瑠 せいや（霜降り明星） 宮脇花綸                                                                                    | 本田清澄 山口真佑奈 木下瑛太                                                        | [ 9 ]       |

## 主な内容
第1回
1stステージ 謎解きゲームセンターからの脱出
5人が足を踏み入れた番組特製のゲームセンターからの脱出に挑む。制限時間は60分であり、タイムオーバーになると中央に用意された爆弾が爆発し失敗となる。ゲームセンター内には4つ鍵がかかった扉があり、それぞれ「謎解きUFOキャッチャー」や「謎解きプレッシャーアーチェリー」などの用意されたゲームをクリアすることでそれぞれの扉の鍵を手に入れることができる。1歩でも「扉の外」に出ることができれば爆弾解除となりクリア。
2ndステージ 謎解きレストラン～全6品の謎解きフルコース～
東京タワーが見えるレストラン「アンダーズ東京」を舞台とした謎解きゲーム。ただし、ノブのみ時限爆弾が置かれた独房に隔離されている。
レストランの4人と独房のノブが、遠隔で協力しながら全6問の謎解きに挑戦。謎をクリアすることで時限爆弾を止めるコードの色がわかり、制限時間60分以内に正しいコードを全て切断することができれば2ndステージクリア。
第2回
5人は「新人エージェント」として、表向きは健全な企業として振る舞うが、裏では謎解きにより、国家の転覆を謀ろうとする組織『クレイティラボ（CLEIGHTY LABO）』が管理する施設に潜入し、ボスから指示されたミッションを遂行する。
1stミッション 悪のAIを破壊しろ!
新人アスリート養成施設に潜入し、悪のAIを破壊することに挑む。謎解きとスポーツが組み合わさったミッションに挑み、最後はネットワークを通じて逃亡しようとする悪のAIを阻止を目指す。制限時間20分以内にシステム制御本部にあるデリートボタンを押す事ができれば1stミッションクリア。
2ndミッション 機密文書を盗み出せ!
研究所本部に潜入し、機密文書を取り返すことに挑戦する。応接間で2つの隠し扉の発見と共に自爆装置が起動。制限時間60分後に研究所が自爆するため、5人のメンバーはそれぞれ赤ルート・青ルートに分かれて、制限時間内に謎解きをしつつ、研究所最深部に入り、機密文書を入手し、脱出することができれば2ndミッションクリア。
第3回
『秘密結社Q』が、前回の謎に「簡単すぎた」と挑発した佐藤とノブ、そして仲間4人を、絶海の孤島『ハテナ島』に拉致。失敗すれば、死が待ち受ける『謎解きデスゲーム』に挑む。（ただし、設定上としては、死亡した解答者は発生せず、追放もしくは監禁という形でゲームから離脱していた。）
1stSTAGE ハテナ島から脱出せよ!
まずはウォーミングアップとしてノブが鎖で椅子に拘束された佐藤を救出、その後、2人で箱に閉じ込められた西野を救出。以降は島内各所を巡り、人質となったせいや・井之脇・狩野の救出を目指す。各ステージとも15分以内にクリアすれば救出、失敗すると人質が島から追放されてしまう。
最後にラストミッションを10分以内に達成すればクリア。
2ndSTAGE クイズ?ナゾオネア
マリーナで行われるミッション。みのもんた（松尾駿）と1人ずつ1対1で謎解きに挑戦。問題の難易度は1問ごとに上昇する。1問不正解ごとに1人死亡。制限時間は全員で30分。制限時間内に全ての問題を正解すれば2ndSTAGEクリア。本家同様ライフラインとして「選択肢の数を半分にできる『50:50』」「電話をかけることができる『テレフォン』」「拡声器の声が届く範囲の人に力を借りることができる『オーディエンス』」が用意されている。尚、チームメンバー同士の話し合いは許されている。
3rdSTAGE 森の廃墟から脱出せよ!
ここまでで脱落したメンバーも復活し、6人で謎解きに挑戦。4つのゲームに挑戦し、1つ失敗するごとに1人死亡。最後にボスを倒し、森の廃墟から脱出することができればクリアとなる。
第4回
ハリー・ポッターシリーズに似た世界観の『謎解き学園』に入学した8人が様々なテストで競い合う個人戦。
また、放送中は視聴者もデータ放送で謎解きに挑戦ができ、正解数に応じた宝石を4つの寮（『ハセガワンクロー』・ 『タケルンドール』・ 『ナナセリン』・『ハップルノブ』）に与えることができる。
第1試験 基礎力・ペーパーテスト
ハルナ・ポッター先生（近藤春菜）が担当。
事前に10問・試験時間15分のペーパーテストを実施。1問正解で10点の100点満点。
ラストには教室内の全員に爆弾が用意。制限時間5分以内に、正しいコードを切断し、爆弾を解除できればボーナス20点、さらにあることを実行できればボーナス30点。
第2試験 決断力
トミー・オコッター先生（松尾駿）が担当。
各教科の問題ごとにくじを引き、それぞれ引いたくじに書かれていた番号の場所へ立つ。各自目の前のモニターに問題と選択肢が出題され、左右にはそれぞれA・Bのエリアがあり、答えだと思うエリアに一斉にジャンプで横移動して解答する。1問正解につき10点、不正解の場合は、前から脳を活性化する激クサ空気砲を喰らってしまう。
第3試験 団結力テスト
ここまでの成績を元に、実力が均等になるよう4人ずつ2チームを編成し、全く同じ脱出ゲームに2チーム同時に挑戦する。
謎は室内のモニターに表示され、壁に付けられた黒枠・長方形のボタンを押して解答する。もう一方のチームよりも先に脱出したチームに1人50点。さらに、難問の謎のトリックに気づく、ファインプレーをした人にも、ボーナス点が加算される。
最終試験
ここまでの成績上位者3人が、放送当日に生放送で最終試験を行う。
謎解き学園の2階にある一室から、全国放送されている状況下で、生放送終了の22時55分までの間に、全9問の謎を解き、正しいコードを全て切断し、爆弾を止めることができれば最終試験クリア。最終試験をクリアすれば特待生として表彰、最終試験を失敗すると部屋の爆弾が爆発する。
第5回
6人は「正義の怪盗団」として、ノブに似た悪徳オーナー『ゼニゲバンクス』が経営する、極悪カジノ『カジノ・ゼニゲバ』と、闇ホテル『ホテルゼニゲバ』に潜入し、ボスから指示された、金庫に隠されたダイヤの王と言われるダイヤ『KING』を奪うミッションを遂行する。
前半戦ミッション 闇カジノを攻略せよ!!
ゼニゲバンクスが経営する極悪カジノ『カジノ・ゼニゲバ』に潜入。100z（ゼニー）の「エメラルドチップ5枚」からスタートする。チップは、サファイア（10000z）→ルビー（100万z）→クリスタル（1億z）と最下層の屑鉄（1z）のチップがあり、それらで交換可能な景品も置いてある。ボスが指示した3つのゲームの攻略法を見抜き、ゲームをクリアして所持しているチップを上層の種類のチップにランクアップさせていき、金庫の鍵となるクリスタルチップを手に入れるのが目標となる。
緊急ミッション 渡部篤郎を救い出せ
ゼニゲバンクスからイカサマを疑われ捕まってしまった渡部が、地下労働施設に強制送還されてしまったため潜入。セキュリティが解除されている制限時間10分の間に、地下労働施設に閉じ込められた渡部を、救出出来れば緊急ミッションクリア。
後半戦ミッション 闇ホテルの金庫からダイヤを奪え!
闇ホテル『ホテルゼニゲバ』の付近の屋外では、ホテル創業1周年記念パーティが行われており、人が全て出払っている間に潜入。制限時間1時間以内に3つのロックを解除して、金庫に隠されたダイヤの王『KING』を盗み出すことができればクリア。
第6回
健とノブが「秋の仲良しぶらり謎解き旅」として旅先で謎解きと行楽を満喫する…はずが、次第に怨霊によって呪われた村の真実に巻き込まれていく…
地元小学生からの謎解き挑戦状
「菜園小学校」の体育館に案内され、児童が考案した5問の謎に挑戦する。前半3問は単独、後半2問は全員で解いていく。
からくりだらけの宿
菜園小学校の校長が経営している宿「絡繰庵」で食事を堪能する…が、実は宿の中には健たちより先に出発したものの怨霊に操られた子どもたちによって監禁されたせいや・宮脇が。宿を営む校長先生が戻ってくる30分以内に屋敷内のからくりを解き、救出できればクリア。
夕暮れの小学校
菜園小学校に戻り、祠の決壊によって解放されてしまった怨霊を封印することを目指す。校舎内に潜入し「怨霊封じの書」「怨霊を封じる儀式に必要な2つの道具」を見つけ、60分以内に怨霊を封じることができればクリア。

## ネット局
第5弾　出典:
| 放送対象地域   | 放送局                    | 系列    | 放送時間         | ネット状況 | 備考       |
| -------------- | ------------------------- | ------- | ---------------- | ---------- | ---------- |
| 関東広域圏     | TBSテレビ（TBS）          | TBS系列 | 水曜 21:00-22:57 | 【制作局】 | 【制作局】 |
| 岩手県         | IBC岩手放送（IBC）        | TBS系列 | 水曜 21:00-22:57 | 同時ネット |            |
| 宮城県         | 東北放送（tbc）           | TBS系列 | 水曜 21:00-22:57 | 同時ネット |            |
| 山形県         | テレビユー山形（TUY）     | TBS系列 | 水曜 21:00-22:57 | 同時ネット |            |
| 福島県         | テレビユー福島（TUF）     | TBS系列 | 水曜 21:00-22:57 | 同時ネット |            |
| 山梨県         | テレビ山梨（UTY）         | TBS系列 | 水曜 21:00-22:57 | 同時ネット |            |
| 新潟県         | 新潟放送（BSN）           | TBS系列 | 水曜 21:00-22:57 | 同時ネット |            |
| 長野県         | 信越放送（SBC）           | TBS系列 | 水曜 21:00-22:57 | 同時ネット |            |
| 富山県         | チューリップテレビ（TUT） | TBS系列 | 水曜 21:00-22:57 | 同時ネット |            |
| 石川県         | 北陸放送（MRO）           | TBS系列 | 水曜 21:00-22:57 | 同時ネット |            |
| 中京広域圏     | CBCテレビ（CBC）          | TBS系列 | 水曜 21:00-22:57 | 同時ネット |            |
| 近畿広域圏     | 毎日放送（MBS）           | TBS系列 | 水曜 21:00-22:57 | 同時ネット |            |
| 鳥取県・島根県 | 山陰放送（BSS）           | TBS系列 | 水曜 21:00-22:57 | 同時ネット |            |
| 岡山県・香川県 | RSK山陽放送（RSK）        | TBS系列 | 水曜 21:00-22:57 | 同時ネット |            |
| 広島県         | 中国放送（RCC）           | TBS系列 | 水曜 21:00-22:57 | 同時ネット |            |
| 山口県         | テレビ山口（tys）         | TBS系列 | 水曜 21:00-22:57 | 同時ネット |            |
| 高知県         | テレビ高知（KUTV）        | TBS系列 | 水曜 21:00-22:57 | 同時ネット |            |
| 愛媛県         | あいテレビ（itv）         | TBS系列 | 水曜 21:00-22:57 | 同時ネット |            |
| 福岡県         | RKB毎日放送（RKB）        | TBS系列 | 水曜 21:00-22:57 | 同時ネット |            |
| 長崎県         | 長崎放送（NBC）           | TBS系列 | 水曜 21:00-22:57 | 同時ネット |            |
| 熊本県         | 熊本放送（RKK）           | TBS系列 | 水曜 21:00-22:57 | 同時ネット |            |
| 大分県         | 大分放送（OBS）           | TBS系列 | 水曜 21:00-22:57 | 同時ネット |            |
| 宮崎県         | 宮崎放送（mrt）           | TBS系列 | 水曜 21:00-22:57 | 同時ネット |            |
| 鹿児島県       | 南日本放送（MBC）         | TBS系列 | 水曜 21:00-22:57 | 同時ネット |            |
| 沖縄県         | 琉球放送（RBC）           | TBS系列 | 水曜 21:00-22:57 | 同時ネット |            |
| 北海道         | 北海道放送（HBC）         | TBS系列 | 水曜 21：57～    | 短縮放送   | [ 11 ]     |
| 青森県         | 青森テレビ（ATV）         | TBS系列 | 水曜 21：57～    | 短縮放送   | [ 12 ]     |
| 静岡県         | 静岡放送（SBS）           | TBS系列 | 水曜 21：57～    | 短縮放送   | [ 13 ]     |

## スタッフ
- ナレーター：神谷浩史、松山鷹志（第6回）、塩山由佳（第6回）
- 謎解きクリエイター：常春、堺谷光、鯨井翔、ふくらP、無策師（第3回 - ）、坂田健（第6回）
- TD：堅岩功（第6回、第2回はロケ技術、第3回は3rdステージTD、第5回はカジノ・金庫ルームカメラ）、竹本真也（第6回）
- カメラ：大塚孝輔（第6回、第3回は3rdステージカメラ）、高橋晋（第6回）
- 音声：大井剛（第6回、第2回はロケ技術、第3回は3rdステージ、第5回はカジノ・金庫ルーム音声）、高橋誠一郎（第6回）
- VE：重松敦（第6回、第2回はロケ技術、第5回はカジノ・金庫ルームVE）、田中信幸（第6回）
- 照明：ブルーライト（第6回）
- ドローン：沼田善（第6回）
- 技術協力：ジェイ・クルー（第6回、第4回は株式会社表記）、共同テレビ（第6回）、東京オフラインセンター（第1-3,5回-、第4回は協力）
- 編集・MA：IMAGICA（第6回）
- 音効：舛谷佑樹、山中寛子（山中→第5回-）
- CG：岩澤新平（The King Maker）
- 美術プロデューサー：水野谷重謙（第6回、第3回までは美術デザイナー、第4回は美術プロデューサー、第5回は美術プロデューサー/美術デザイナー）
- 美術デザイナー：松沢光祐（第6回）
- 美術制作：半田裕記（第6回）
- 装置：遠藤利彦、上田怜（上田→第3,6回）
- 操作：山野辺彰一、綱島広明（共に第6回）
- 装飾：林田卓哉、栗本誠治、酒井善弘（共に第6回）
- 電飾：阿部達矢（第2回-）、松田翔一（第1,4回-）
- 植木装飾：猿山利昭（第3,6回）
- 特殊効果：パイロテック（第6回）
- ヘアメイク：近藤見紀（第5回-）、永藤麻里子、鎌田亜利紗（共に第6回）
- 撮影協力：さがみはらフィルムコミッションつくい事務局、相模原市、旅館 陣渓園、旧牧郷小学校（共に第6回）
- 協力：クラージュキッズ、スペースクラフト・エージェンシー、クレヨン、ジョビィキッズ、NEWSエンターテインメント、チャーム、PIXTA、カラオケ歌っちゃ王（共に第6回）
- 企画協力：Co-LaVo（第2回-）
- 編成：川島優子（TBS、第6回）
- 宣伝：豊泉真由・二瓶真実・斉藤花弥（TBS、二瓶→第5回-、斉藤→第6回）
- デスク：堀江知里
- TK：鈴木裕恵
- AD：坂本愛博、松井陸、藤原怜史、沼田高虎、滝沢真結菜、大城未希（共に第6回）
- アシスタントプロデューサー：浜野美咲（第4回-）、吉田寛（第6回）
- ディレクター：妹尾篤志、永山靖章（BMC）、境清吾、高橋洋平、手島美奈、水落祥太（境→第2回-、高橋・手島・水落→第6回）
- チーフディレクター：平野彰子（まっすぐ、第2回-、第1回はディレクター）
- プロデューサー：大畑合、高柳健人（共にTBS、第6回）、有田武史（D:COMPLEX、第4,6回）、林田枝利奈（第6回）
- 総合演出：神尾祐輔（TBS、第3回-、第1,2回はプロデューサー兼務）
- 制作協力：D:COMPLEX（第5回-）
- 制作：TBSテレビコンテンツ制作局バラエティ制作一部
- 製作著作：TBS

### 過去のスタッフ
- ナレーター：田中啓太郎（第1回）、元吉有希子（第1,2回）、坂井易直（第2回）、外山恵理（第2回）、上村彩子（第2回）、梅津秀行（第2,5回）、高野貴裕（第3回）、小倉弘子（第3,4回）、岡村仁美（第4回）
- 構成：細井新（第1,2回）
- 謎解きクリエイター：矢野了平（第3-5回）
- TM：八木真（TBS、第1 - 5回）
- TD：中村年正（第1,2,4回）
- VE：木野内洋（第1,2回）、佐藤希美（第4回）
- カメラ：鈴木貴雄（第4回、第1,2回はCAM）
- 音声：長井愛美（第4回）
- MIX：菅原正巳（第1回）、小岩英樹（第2回）
- 照明：加藤由美子（第4回、第1,2回はLD）
- ロケ技術（第2回）
  - カメラ：古本春樹（第2回）
- 1stステージ（第3回）
  - 音声：立元捺美（第3回）
- 2ndステージ（第3回）
  - カメラ：神尾淳（第3回）
  - 音声：戸ノ崎沙綾（第3回）
  - CA：横川友之（第3回）
  - ドローン：山崎悟、宮下卓也（共に第3回）
- 3rdステージ（第3回）
  - VE：岩瀬靖生（第3回）
- ドローン協力：DRONE★VILLAGE（第3回）
- カジノ・金庫ルーム（第5回）
  - 照明：根反潤（第5回、第3回は3rdステージ）
- 地下労働施設（第5回）
  - カメラ：中澤宏（第5回、第3回は1stステージ）
  - 音声：川越夏菜（第5回）
  - CA：児玉大虎（第5回、第3回は1stステージ）
  - 照明：白石弘志（第5回）
- 美術プロデューサー：齋藤傑（TBS、第3回まで）
- 美術デザイナー：矢澤尚弥（第1-5回）、大三島弘女（第1-3回）、前川貢（第2回）、村山柚香（第4回）
- 美術制作：海老原修一、羽田一成（海老原・羽田→第1-3,5回、第4回は美術ディレクター）、芳賀基広（第3回）、浅野美幸（第5回、第4回は美術ディレクター）
- 装置：相良比佐夫（第2-5回）、滝沢博史（第3回）
- 操作：石川清大（第1,3回）、今野貴司、佐藤学（共に第2回）、湯澤宗平、椋野慎介（共に第3回）、馬場幸三、嘉手苅賢（共に第4回）、佐藤謙紫朗、今井凪（共に第5回）
- メカシステム：濱口利行（第1回）、庄子泰広（第1,3,4回）、安部和也（第2,5回）
- 特殊装置：青木紀和、都筑佑子（共に第1回）
- 電飾：森田光俊（第1回）、宮田智博（第2回）、石野祥一、井上雄平（共に第3回）、小林伊織（第4回）、大石雅文（第5回）
- 装飾：野呂利勝（第1-4回）、田村健治（第5回）
- アクリル装飾：青木剛（第1-5回）
- 幕装飾：中野浩（第3-5回）
- 特殊効果：星野達哉（第1,2,5回）
- バルーン装飾：波多野典子（第2,3回）
- 特殊小道具：長谷川仁、島田憲一（島田→第2,4回）
- 衣装：原口恵里（第3,5回）、渥美智恵（第4回）、佐多真優果（第5回）
- 持道具：岩本美徳（第4,5回）
- 衣装衣装：波多野弘明（第3回）
- ヘアメイク：田中智子（第1回）、永野まゆみ（第2,3回）、馬場景子（第4回）
- スタイリスト：川崎剛史（第3回）
- 編集：T-TEX（第1回）、TBS ACT（第2-5回）
- MA：和田真由美（第1,3回）、井田須美子（第2回）、真嶋祐司（第4回）、佐藤龍志（第5回）
- 看護担当：駒林里美（第3回、第2回は看護協力）
- 仕掛監修：野出正和（第3回、Muku-Studio）、サイエンスクリエイター北沢善一（第4回）
- リサーチ：株式会社リベラス（第4回）
- 撮影協力：SEGA、JOYSOUND、渋谷アーチェリー、Andaz Tokyo、東京タワー、メルパルク東京（共に第1回）、スポル品川大井町（第2回）、熱海市役所、富士急マリンリゾート、スパマリーナ熱海、初島区事業協同組合、初島ダイビングセンター、大熱海漁業協同組合、熱海玉の湯ホテル（共に第3回）、Bravo、BLACK OUT INC.、株式会社テレコム、常磐興産株式会社 スパリゾートハワイアンズ、マルト、いわきハルモニアオルケスタ、劇団スターキャスト、(株)グリーン・ウェイ（共に第5回）
- 編成：松本友香（TBS、第1回）、宮崎真佐子（TBS、第2,3回）、柳沢光一郎・平岡紗哉（TBS、共に第4,5回）
- 宣伝：小谷有美（TBS、第1-3回）、橋本幸江（TBS、第2回）、筒井理恵・原美穂乃（TBS、共に第4回）、村井彩乃（TBS、第5回）
- AD：以西開、前田優子・片山裕達、阿部凌、渥美佐和子、西川幹基、森将秀（共に第1回）、川野辺紗耶、麻沼理紗子（共に第2回）、齊藤朱里（第2,3回）、阿子島徹、青木芳樹、小林夢帆、山岡訓子、宮部修斗（山口社）、佐々木真土加・小川浩太郎、小林翔也、河村真衣、澤本優華、野々山優香、原田直樹（共に第3回）、西野哲生、田中翔一、井花咲絵、田中絹子、野澤春奈、成田千尋、小室里菜、岩上雛子、宮﨑桃子、内野紗月、西本晴香（共に第4回）、西薗楓（第4,5回）、着本大貴、水戸直希、満沢安美、白岩明・成田明莉、朝稲千琴、前田航汰、加藤翔瑛、羽根田瑠奈（共に第5回）
- 進行：石原美咲（第3回、第1,2回はAD）
- 制作進行：久川奈緒子（第5回）
- アシスタントプロデューサー：浅井郁美（第4回まで）、北村遥子（第4回）、宮内史絵、鈴木遊大（共に第5回）
- ディレクター：長谷川雄平（neo、第1回）、徳田季里（第1,2回）、本間大助（フォーミュレーションI.T.S.、第1-3回）、遠藤卓哉（フォーミュレーションI.T.S.、第1-4回）、及能貴之（第1-5回）、武木田一馬（WAONZ、第2回）、真鍋正孝、関口正樹、安井啓太（共に第3回）、中須賀美理、守屋愛子（共に第3-5回）、松野亮（第3,5回）、茂垣孝宏、三谷亮平（共に第4回、三谷→第1回はAD）、高畑誠、牧野飛翼（共に第4,5回、高畑→第1,3回はAD、牧野→第1回はAD）、黒田長憲、佐々木泰知、岡本裕太・高場透、柿田隼（ジーヤマ）、神野慎之介（共に第5回）
- 担当プロデューサー：齊藤彩奈（TBS、第1,2回）、安永洋平、山根孝之（共にTBS、第3,4回）、齋藤樹里（スペード・ワン、第4回、第1,2回は進行P、第3回はキャスティングP）
- プロデューサー：朝倉靖晶（TBS、第3-5回、第2回は担当プロデューサー）・嵯峨祥平（TBS、第5回、第2-4回は担当プロデューサー）、大塚麻衣（TBS、第5回、第2-4回はディレクター）、山本希恵（デージカンパニー、第4,5回）
- チーフプロデューサー：小林弘典（TBS、第1,2,5回、第3,4回はエグゼクティブプロデューサー）
- 制作協力：株式会社アイ・エヌ・ジー（第5回）

## 関連企画

### オンラインイベント
第3弾より、OA終了後に番組のオンラインイベントが行われている。各放送内容に参加可能となっている。
佐藤健&千鳥ノブよ!この謎を解いてみろ!オンライン～ハテナ島からのさらなる脱出～
2022年1月29日から同年4月30日まで配信されたオンラインイベント。
佐藤健&千鳥ノブよ!この謎を解いてみろ!オンライン 謎解き学園の七不思議
2022年8月8日から同年11月30日まで配信されたオンラインイベント。

### Paraviオリジナル企画
西野&せいや!この謎の向こう側!
2022年8月5日・7日・8日と全3回にわたってParaviで配信されたスピンオフ企画。本編第2回より出演している西野七瀬とせいや（霜降り明星）がMCとなり、番組の謎解きクリエイターたちへのインタビューのほか、オリジナル問題を解いたり即興問題を作成する企画を行なった。